# Storkålmis
Storkålmis är en sjö i Arjeplogs kommun i Lappland och ingår i Skellefteälvens huvudavrinningsområde. Sjön har en area på 0,813 kvadratkilometer och ligger 432,1 meter över havet. Sjön avvattnas av vattendraget Rackträskbäcken.

## Delavrinningsområde
Storkålmis ingår i det delavrinningsområde (732849-160059) som SMHI kallar för Utloppet av Storkålmis. Medelhöjden är 448 meter över havet och ytan är 3,32 kvadratkilometer. Räknas de 2 avrinningsområdena uppströms in blir den ackumulerade arean 26,65 kvadratkilometer. Rackträskbäcken som avvattnar avrinningsområdet har biflödesordning 2, vilket innebär att vattnet flödar genom totalt 2 vattendrag innan det når havet efter 274 kilometer. Avrinningsområdet består mestadels av skog (67 procent). Avrinningsområdet har 0,81 kvadratkilometer vattenytor vilket ger det en sjöprocent på 24,5 procent.